# Bart Wellens
Bart Wellens, nacido el 10 de agosto de 1978 en Herentals, es un ciclista belga ya retirado que fue profesional de 1999 a 2015. Combinaba el Ciclocrós y la carretera.
En la disciplina del ciclocrós ha sido campeón mundial élite en dos ocasiones (2003 y 2004). 

## Palmarés

### Ciclocrós
| 1999 - Campeonato Mundial sub-23 2000 - Campeonato Mundial sub-23 2001 - 3.º en el Campeonato de Bélgica de Ciclocrós 2003 - 3.º en el Campeonato de Bélgica de Ciclocrós - Copa del Mundo de Ciclocrós - Campeonato Mundial de Ciclocrós 2004 - Campeonato de Bélgica de Ciclocrós - Campeonato Mundial de Ciclocrós - Superprestigio 2005 - Ciclocross de Igorre | 2006 - 3.º en el Campeonato de Bélgica de Ciclocrós - 2.º en el Campeonato Mundial de Ciclocrós 2007 - Campeonato de Bélgica de Ciclocrós 2008 - 2.º en el Campeonato de Bélgica de Ciclocrós - Ciclocross de Asteasu 2011 - 2.º en el Campeonato de Bélgica de Ciclocrós 2014 - 3.º en el Campeonato de Bélgica de Ciclocrós |

### Ruta
2005
- 1 etapa de la Vuelta a Lieja

2008
- 1 etapa de la Vuelta a Lérida